# Minister
Minister – jednoosobowy naczelny organ administracji publicznej, który jest członkiem rządu i kieruje ministerstwem. Słowo minister pochodzi od łac. minister – sługa, pomocnik.

## Urząd ministra w prawie polskim
Minister jest naczelnym organem administracji państwowej. Kieruje wyodrębnionym działem lub działami administracji rządowej (dawniej mówiono o tzw. resorcie) lub jest tzw. ministrem bez teki. Wykonuje swoje zadania przy pomocy sekretarzy stanu i podsekretarzy stanu (zwyczajowo nazywanych wiceministrami) oraz specjalnego urzędu: ministerstwa. Wchodzi też w skład Rady Ministrów. Przepisy odnoszące się do ministra kierującego działem administracji rządowej stosuje się również wobec przewodniczących określonych w ustawach komitetów, jeżeli są członkami Rady Ministrów.

### Minister w znaczeniu potocznym
W mediach, niezależnie od uregulowań konstytucyjnych, mianem ministra powszechnie określa się także inne osoby pełniące ważne funkcje w administracji rządowej. Są to przede wszystkim sekretarze i podsekretarze stanu oraz pełnomocnicy rządu (funkcjonujący w ministerstwach, komitetach i Kancelarii Prezesa Rady Ministrów), jak również doradcy Prezesa Rady Ministrów oraz niektórzy szefowie urzędów centralnych (posiadający rangę centralnego organu administracji państwowej).
Ministrami (prezydenckimi) zwyczajowo nazywani są ponadto urzędnicy Kancelarii Prezydenta RP, czyli szefowie i zastępcy szefa, sekretarze i podsekretarze stanu, a także niektórzy doradcy głowy państwa. Przed wejściem w życie Konstytucji z 1997 r. w kancelarii funkcjonowali również ministrowie stanu. W okresie obowiązywania Małej Konstytucji z 1992 r. określenie „minister prezydencki” stosowano także wobec szefów MON, MSW i MSZ ze względu na art. 61, który nakładał na premiera obowiązek zasięgnięcia opinii prezydenta przy składaniu wniosków o powołanie tych ministrów.

### Powołanie na urząd ministra
Minister (i przewodniczący komitetu) jest powoływany na stanowisko i odwoływany z niego postanowieniem Prezydenta RP na wniosek Prezesa Rady Ministrów. Minister obejmuje urząd dopiero po złożeniu przysięgi wobec Prezydenta RP, której treść określona jest art. 151 Konstytucji RP. Niezłożenie przysięgi wyklucza podsądność Trybunałowi Stanu osoby powołanej na urząd ministra.
Po powołaniu ministra premier, tzw. rozporządzeniem atrybucyjnym, wydanym na podstawie Ustawy o Radzie Ministrów, może określić szczegółowy zakres działania danego ministra: wskazując dział lub działy administracji, którymi kieruje minister, ustalić ministerstwo lub inny urząd obsługujący ministra, wskazując organy i jednostki podległe ministrowi lub przez niego nadzorowane. Podstawowe kompetencje i zadania ministra określają, zgodnie z art. 149 ust. 1 Konstytucji RP, ustawy.